# 7343 Ockeghem
7343 Ockeghem este un asteroid din centura principală de asteroizi.

## Descriere
7343 Ockeghem este un asteroid din centura principală de asteroizi. A fost descoperit pe 4 aprilie 1992 la Observatorul La Silla de Eric Walter Elst. El prezintă o orbită caracterizată de o semiaxă mare de 2,19 ua, o excentricitate de 0,14 și o înclinație de 4,0° în raport cu ecliptica.